# برايان ويلسون (لاعب بوكر)
برايان ويلسون (بالإنجليزية: Brian Wilson)‏ هو لاعب بوكر أمريكي، ولد في 14 سبتمبر 1967.